# Абдашев, Юрий Николаевич
Юрий Николаевич Абдашев (27.11.1923, Харбин — 23.01.1999, Краснодар, Россия) — советский и российский кубанский писатель-прозаик.

## Биография
Ю. Н. Абдашев родился 27 ноября в 1923 году Маньчжурии, городе Харбин.
В 1936 году после продажи СССР Китайской-Восточной железной дороги (КВЖД) вместе со своей семьей Юрий возвращается в РСФСР. Год спустя, когда Юре было тринадцать лет, был арестован и расстрелян его отец, мать на 10 лет сослана в Карагандинские лагеря. Его определили в Верхотурскую закрытую трудовую колонию на Северном Урале, где ему пришлось пилить лес на деревообделочной фабрике.
Позже работал учеником слесаря, в пустыне Бетпак-дала был частью поисковой геологической партии, на буксирном пароходе плавал масленщиком.
В 1940 году сдал экстерном экзамены за среднюю школу и поступил на английское отделение факультета иностранных языков Калининского педагогического института.
В годы обучения в институте принимал активное участие в работе литературного кружка, которым руководил доцент кафедры литературы С. С. Шишман, прививавший кружковцам вкус к литературе. Вместе с Юрием Абдашевым в кружке занимались будущие кубанские известные писатели Василий Орёл и Виталий Бакалдин.
В начале октября 1941 г. он ушёл добровольцем на фронт и участвовал в наступлении под Москвой зимой 1942 г. В том же 1942 г. окончил артиллерийское училище и получил назначение на Кавказ, где вскоре стал командиром взвода, а затем батареи истребительного противотанкового полка, освобождавшем Кубань от немецко-фашистских захватчиков.
За время Великой Отечественной войны Ю. Н. Абдашев дважды получил тяжелые ранения: первое — под Смоленском, второе — под ст. Крымской в 1943 г.
После Великой Отечественной войны Ю. Н. Абдашев в Краснодаре получил второе высшее образование и последующие девять лет посвятил себя работе учителя в селе Быстрый Исток на Алтае и в Краснодарской железнодорожной школе № 58.
В 1954 году занялся журналистской работой. С 1958 по 1961 г.г. — ответственный секретарь альманаха «Кубань».
С 1962 г. — член Союза писателей СССР, а с 1991 г. — глава Краснодарской краевой организации Союза российских писателей.
Умер писатель 23 января 1999 года в Краснодаре. На доме, где жил и творил Ю.Н. Абдашев установлена мемориальная доска.

## Творчество
В 1951 году в ежемесячнике «Кубань» был напечатан «Остров чёрного дракона» — первый рассказ Юрия Абдашева.
В 1960-е гг. в различных центральных, краевых газетах и журналах стали появляться рассказы и очерки молодого писателя. Краснодарское книжное издательство выпустило книги «Золотая тропа» (1960 г.) и «Покоя не ищем» (1962 г.).
В 1983 году вышел сборник «Глубокий циклон», в который вошли лучшие произведения писателя, написанные им в 1960—1979 гг. Среди них две повести — «Тройной заслон» и «Далеко от войны». Он издается в Москве, и таких журналах как «Смена», «Молодая гвардия» и «Юность».
Первый роман Абдашева «Солнце пахнет пожаром» был издан в 1989 г.
Последние годы работал над книгой «Моление о чаше, или 60 писем внуку». Посвящена она Харбину — городу, где прошли детские годы писателя.
Юрий Абдашев в общей сложности является автором 15 книг.

## Награды
- Два ордена Отечественной войны I-й степени, боевые медали;
- Лауреат премии имени Кирилла Российского (1995 г.);
- Почётный гражданин города Краснодара (1998 г.).

## Избранная библиография
- Глубокий циклон : рассказы и повести / Ю. Н. Абдашев. — Краснодар : Кн. изд-во, 1983. — 432 с. : ил.
- Моление о чаше / Ю. Н. Абдашев. — Краснодар : Просвещение-Юг, 2005. — 75 с.
- Покоя не ищем : повесть / Ю. Н. Абдашев. — Краснодар : Кн. изд-во, 1973. — 237 с.
- Солнце пахнет пожаром : роман / Ю. Н. Абдашев. — Краснодар : Кн. изд-во, 1989. — 287 с.
- Тройной заслон : повесть / Ю.Абдашев. — Краснодар : Краснодар. известия, 1994. — 71с.